# شاهدخت تسوگوکو تاکامادو
شاهدخت تسوگوکو تاکامادو (به ژاپنی: 承子女王, Tsuguko Joō,) (متولد ۸ مارس ۱۹۸۶) فرزند اول و بزرگترین دختر شاهزاده تاکامادو است. او همچنین نوهٔ شاهزاده میکاسا است.